# Адмірал ВМС (США)
Адмірал ВМС (США) (англ. Admiral of the Navy (United States), (FADM)  — найвище військове звання вищого офіцерського складу (шестизірковий адмірал) у військово-морських силах Збройних сил США. Належить до одного з двох найвищих військових звань в історії збройних сил. У військово-морських силах країни вище за рангом ніж адмірал флоту.
Військове звання адмірал ВМС присвоювалося одного разу адміралу Дж. Д'юї, учаснику іспансько-американської війни за перемогу в битві в Манільській бухті.

Погон адмірала ВМС США (неофіційна пропозиція)

## Зміст
24 березня 1903 року було введено найвище у Військово-морських силах США військове звання адмірал ВМС, спеціально створене для контрадмірала Дж. Д'юї. 16 січня 1917 року звання адмірал ВМС було скасовано у зв'язку зі смертю Дж. Д'юї.
Пізніше Міністерство військово-морських сил США видало директиву, в якій було зазначено, що звання адмірал ВМС вище за звання адмірала у ВМС США і відповідає званню адмірал флоту у ВМС Великої Британії.
У 1944 році під час Другої світової війни було засноване звання адмірала флоту. Міністерство ВМС США уточнило, що нове звання — адмірал флоту буде нижче за рангом, ніж звання адмірал ВМС, присвоєне раніше Дж. Дьюї.
Також передбачалося ввести у флоті США скасоване звання адмірал ВМС. Під час приготувань до вторгнення в Японію, Міністерство ВМС запропонувало Президенту надати звання адмірал ВМС адміралу флоту Честеру Вільяму Німіцу або заснувати спеціально для нього нове звання. Пропозиція, однак, було відкинуто у зв'язку з капітуляцією Японії і припиненням воєнних дій.

## Адмірал ВМС
| # | Фото | Ім'я        | Д. Н.          | Д. С.         | Військова біографія | Дата присвоєння звання |
| - | ---- | ----------- | -------------- | ------------- | --- | ---------------------- |
| 1 |      | Джордж Д'юї | 26 грудня 1837 | 16 січня 1917 | американський флотоводець, адмірал американського флоту, учасник іспансько-американської війни, що за перемогу в битві в Манільській бухті був єдиним, кому присвоєне вище персональне військове звання у ВМС США — адмірал ВМС Сполучених Штатів. | 2 березня 1899         |